# 지브롤터 공항
지브롤터 공항(IATA: GIB, ICAO: LXGB)은 지브롤터에 위치한 민군 공용 공항이다. 영국 국방부 소유로 영국 공군이 공군기지로 사용하고 있으며, 민간 여객터미널에서 주로 영국 본토를 오가는 항공편을 처리한다. 2012년 이용객은 38만3,013 명이었다.
영국령인 지브롤터에 위치하고 있으나, 지브롤터 인근의 스페인 남부 지역(코스타 델 솔, 캄포 데 히브랄타르) 주민이나 방문객들도 영국을 오갈 때 이용하고 있다.

## 특징
지브롤터 공항은 활주로 중간을 일반 도로가 가로지르는 것으로 유명하다. 이 도로는 지브롤터와 스페인을 잇는 윈스턴 처칠 애비뉴로, 항공기 이착륙 시에는 도로의 차단기가 내려가 차량과 보행자의 통행이 금지된다.
비행장은 제2차 세계대전 때 지브롤터 바위산의 북쪽에 위치한 평지를 닦아 만들었고, 동-서 방향으로 지브롤터-스페인 국경선과 거의 평행하게 놓여 있는 활주로는 국경과 채 400 m도 떨어져 있지 않다. 활주로 서쪽 720여 m는 바다를 매립해 만들었는데 비행장 너비가 139 m에 불과해 항공기 유도로는 동쪽에만 있다.
공항 여객터미널은 활주로 북동쪽 스페인 국경 인근에 있으며, 여객터미널 서쪽에는 윈스턴 처칠 애비뉴와 국경검문소가 있다.
활주로 남쪽의 지브롤터 바위산이 난기류를 발생시키기 때문에, 2010년 히스토리 채널의 Most Extreme Airports에서 전 세계에서 위험한 공항 중 5위(유럽 1위)로 선정되었다.

## 운항 노선

### 국제선
| 항공사   | 목적지                            |
| -------- | --------------------------------- |
| 영국항공 | 런던(히스로)                      |
| 이지젯   | 브리스톨, 맨체스터, 런던 (개트윅) |

## 사진

지브롤터 공항의 파노라마 전경
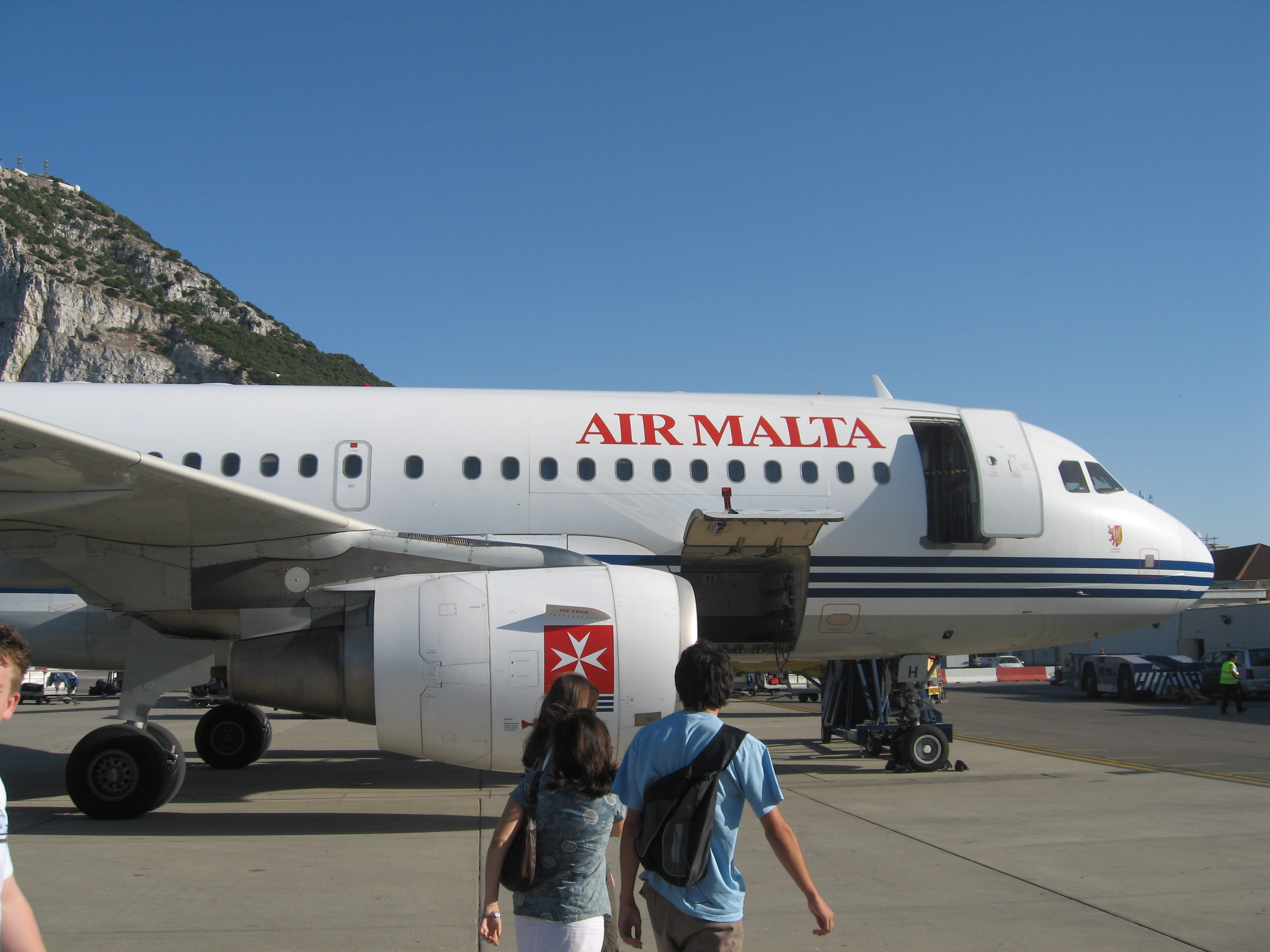
에어 몰타 소속의 항공기가 주기하고 있다.
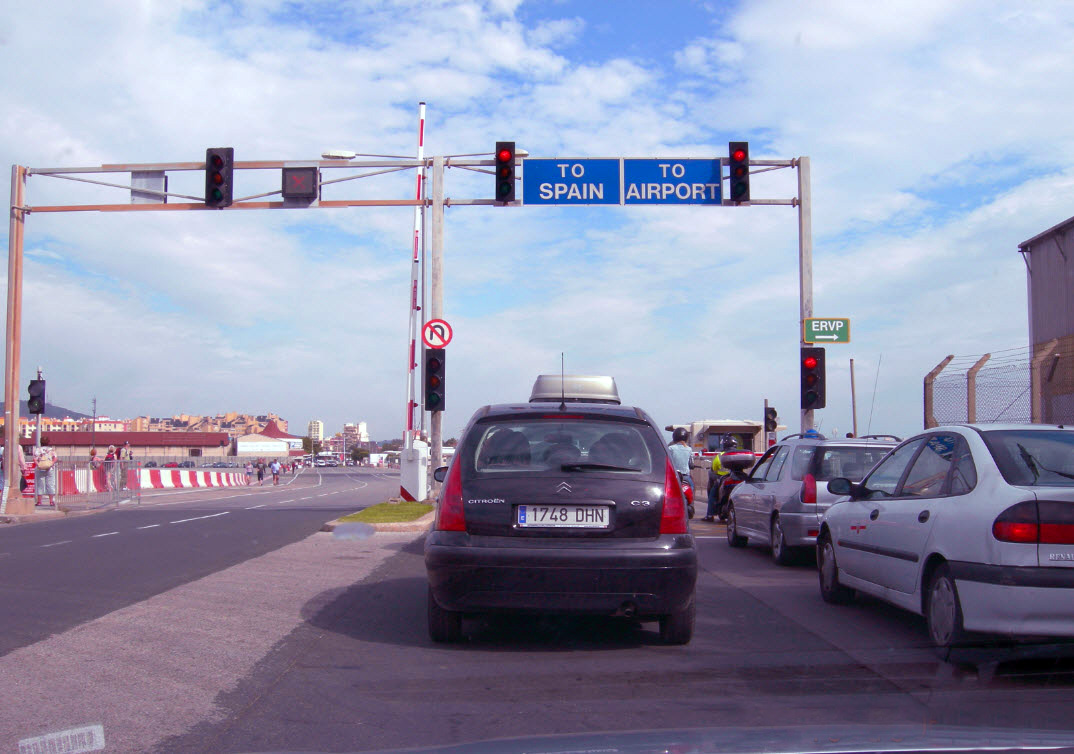
지브롤터 공항과 윈스턴 처칠 애비뉴의 교차점에 있는 안전 막대
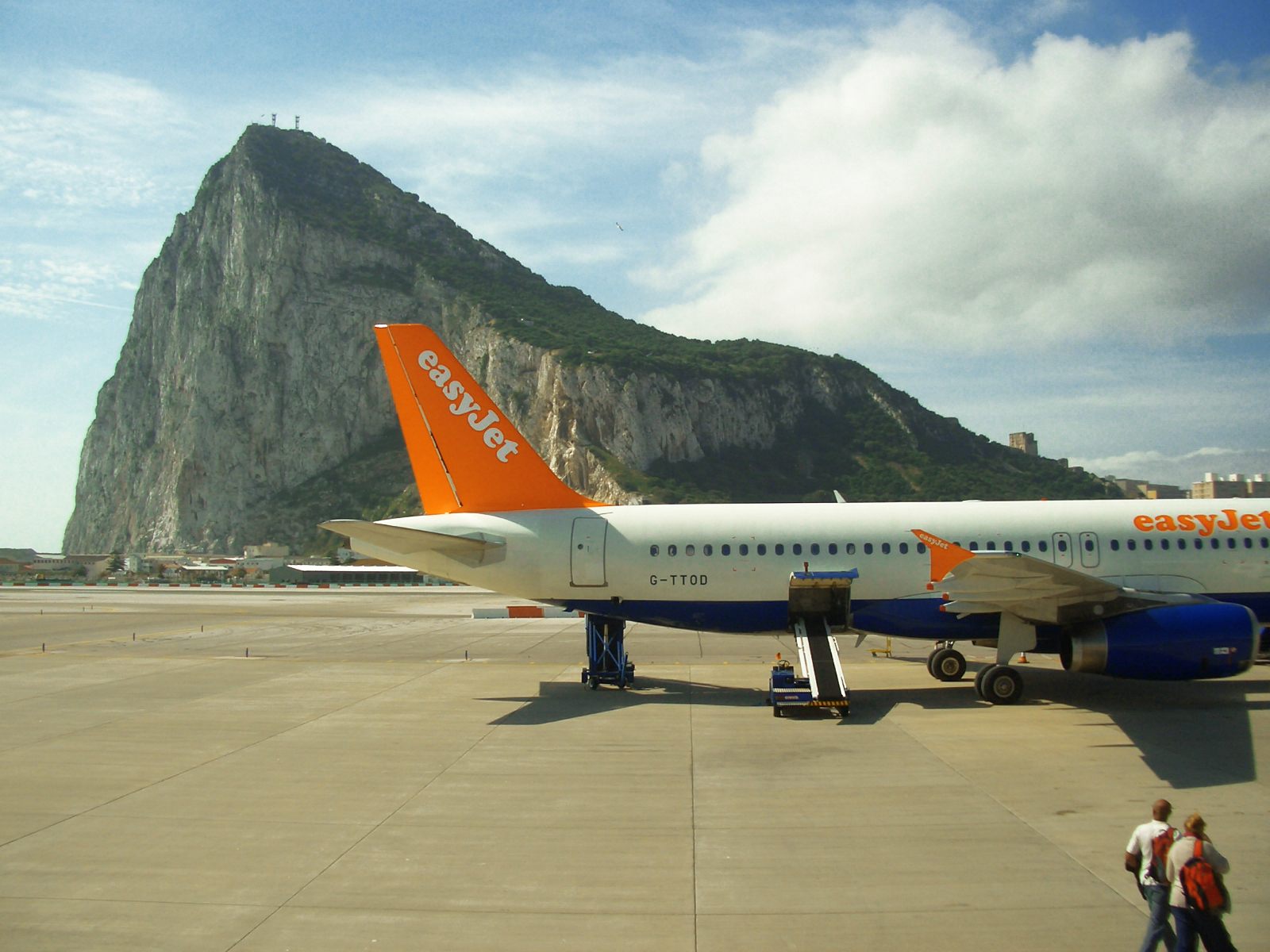
영국항공이 임시로 이지젯 도장을 한 채 공항에 주기하고 있다.
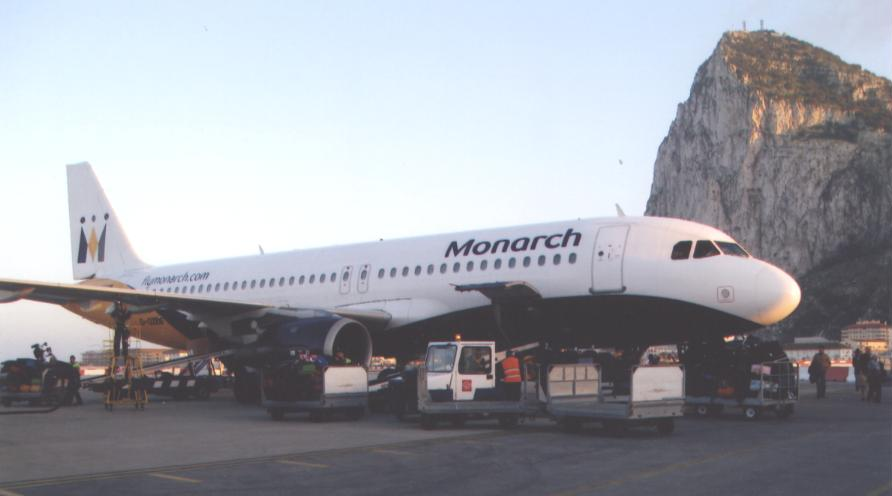
모나크 항공이 승객을 태우고 있다.(2008년 3월)
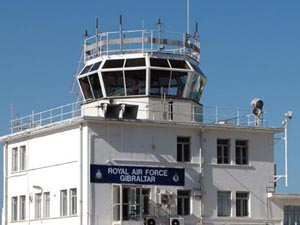
지브롤터 기지(en)쪽에서 바라본 지브롤터 공항 관제탑
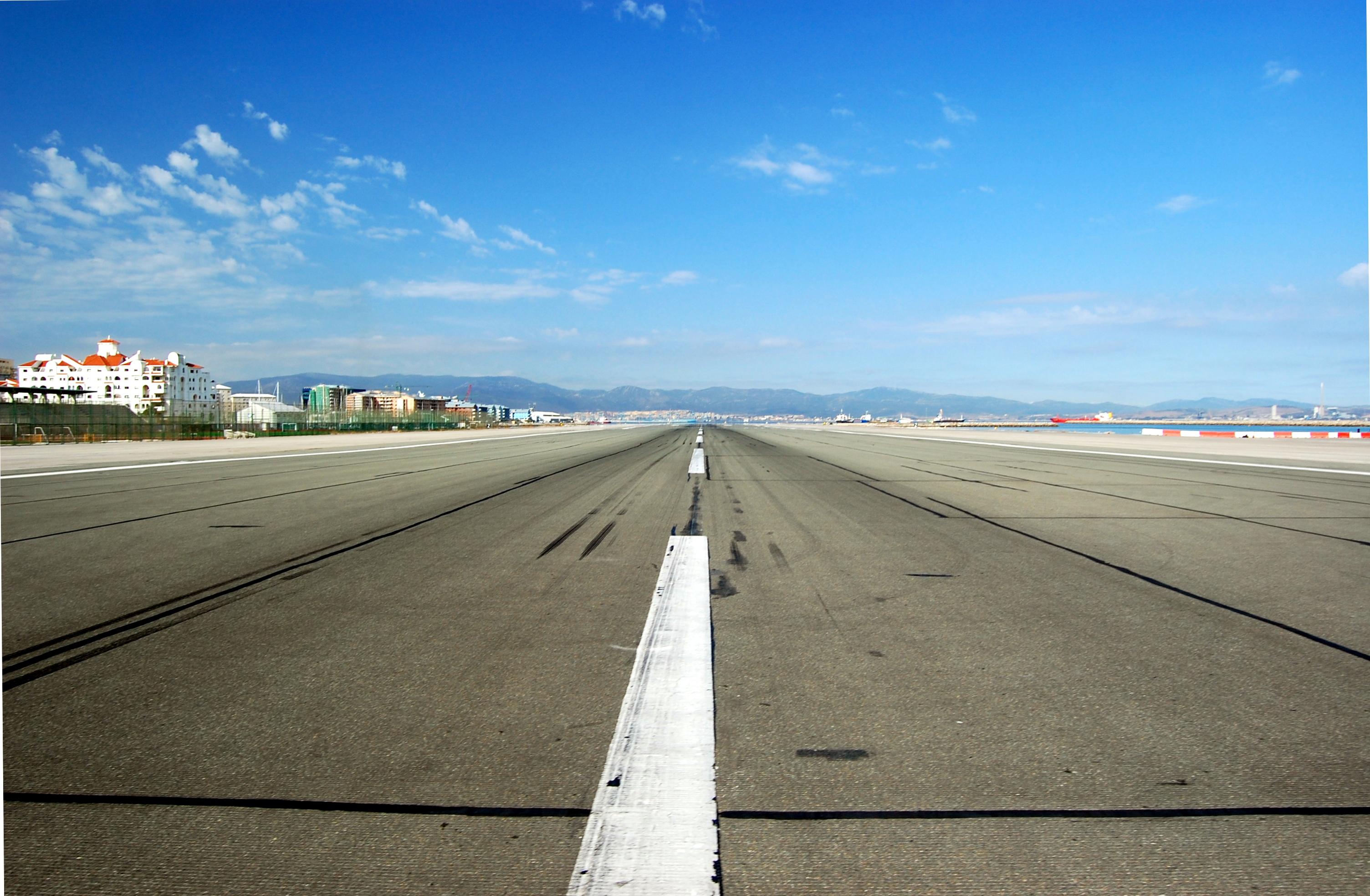
윈스턴 처칠 애비뉴에서 서쪽으로 바라본 활주로